# Malá vodní elektrárna Jiřetín
MVE Jiřetín pod Bukovou je nízkotlaká průtoková elektrárna na řece Kamenici v Jizerských horách u Jiřetína pod Bukovou. Voda je do elektrárny vedena náhonem o délce 550 m a o celkovém spádu 6 metrů. Voda pohání dvě Francisovy turbíny s celkovým instalovaným výkonem 50 kW. Uvedena do provozu byla v roce 1991.